# Nines fetitxistes
El fetitxisme de les nines (Doll fetishism en anglès) és un tipus de fetitxisme sexual en el qual un individu experimenta una atracció i/o excitació sexual vers les nines pròpiament dites i d'altres objectes de formes similars (com ara figures, miniatures, etc.). L'atracció pot derivar en la necessitat o desig de mantenir un contacte sexual amb una nina, una fantasia amb un encontre amb una nina animada o inanimada, encontres entre dues o més nines, o plaer sexual aconseguit a través de ser transformat o transformar algú en una nina.

## Joc de rol
Dins del joc de rol sexual, alguns individus gaudeixen veient els seus companys de joc, caracteritzats físicament (amb uniformes o vestimenta característica) i/o adoptant la personalitat inanimada.

## Entorns virtuals
La realitat virtual ofereix oportunitats d'explorar aquest fetitxisme, degut a l'ús d'avatars modificables. Els usuaris poden customitzar-se ells mateixos amb skins d'aparència plàstica, perruques estereotipades i vestits en consonància, arribant fins i tot a eliminar qualsevol característica que els diferenciï d'altres nines de l'entorn, sent distiguits només per un número en lloc de nom.

## Com a fantasia
Tot i que no és comú, pot implicar activitat sexual copulatòria amb nines.